# Palazzo Pretorio (Pisa)
Palazzo Pretorio si trova a Pisa, sul Lungarno Galilei, nei pressi delle Logge di Banchi e del Ponte di Mezzo.
È sede della biblioteca comunale.

## Storia e descrizione

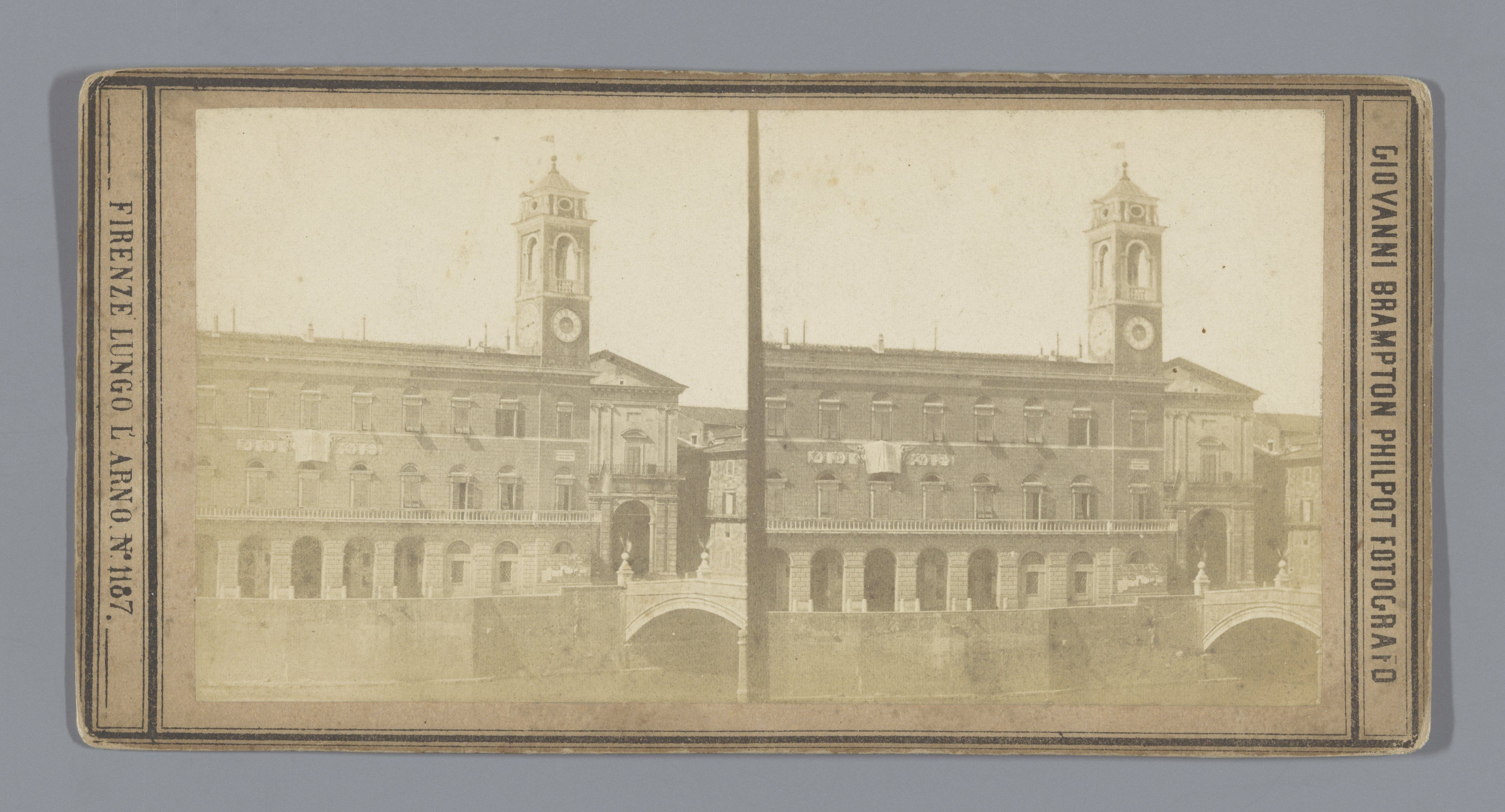
Il palazzo Pretorio come appariva prima del 1870 in una cartolina stereografica di John Brampton Philpot

Edificio d'origine medievale, già sede del Governatore, il Palazzo Pretorio fu oggetto di un crescente interesse verso la fine del Settecento, quando, nell'ottica di un ammodernamento delle sue strutture, fu deciso di dotarlo di una nuova torre civica (1785).
Dovendo ospitare anche le carceri, l'Auditore di Governo, la Cancelleria Civile e Criminale, nonché l'Accademia di Belle Arti, all'inizio dell'Ottocento fu indetto un concorso per il suo completo rifacimento, a cui parteciparono Alessandro Gherardesca, Giuseppe Poschi e Giuseppe Martelli.
Inizialmente prevalse il progetto di Martelli, ma il disegno fu presto accantonato in favore del più economico progetto elaborato dal Gherardesca, il quale prevedeva la realizzazione di un prospetto di gusto classicheggiante, aperto, verso il centro, mediante un porticato con arcate a tutto sesto.
I lavori furono avviati intorno agli anni venti dell'Ottocento, ma nel 1826, a causa del lievitamento dei costi, il completamento dell'opera fu affidato a Giuseppe Caluri e il cantiere fu chiuso nel 1829.
Un importante restauro si ebbe dopo il terremoto del 14 agosto 1846, che aveva minato la solidità della torre dell'orologio.

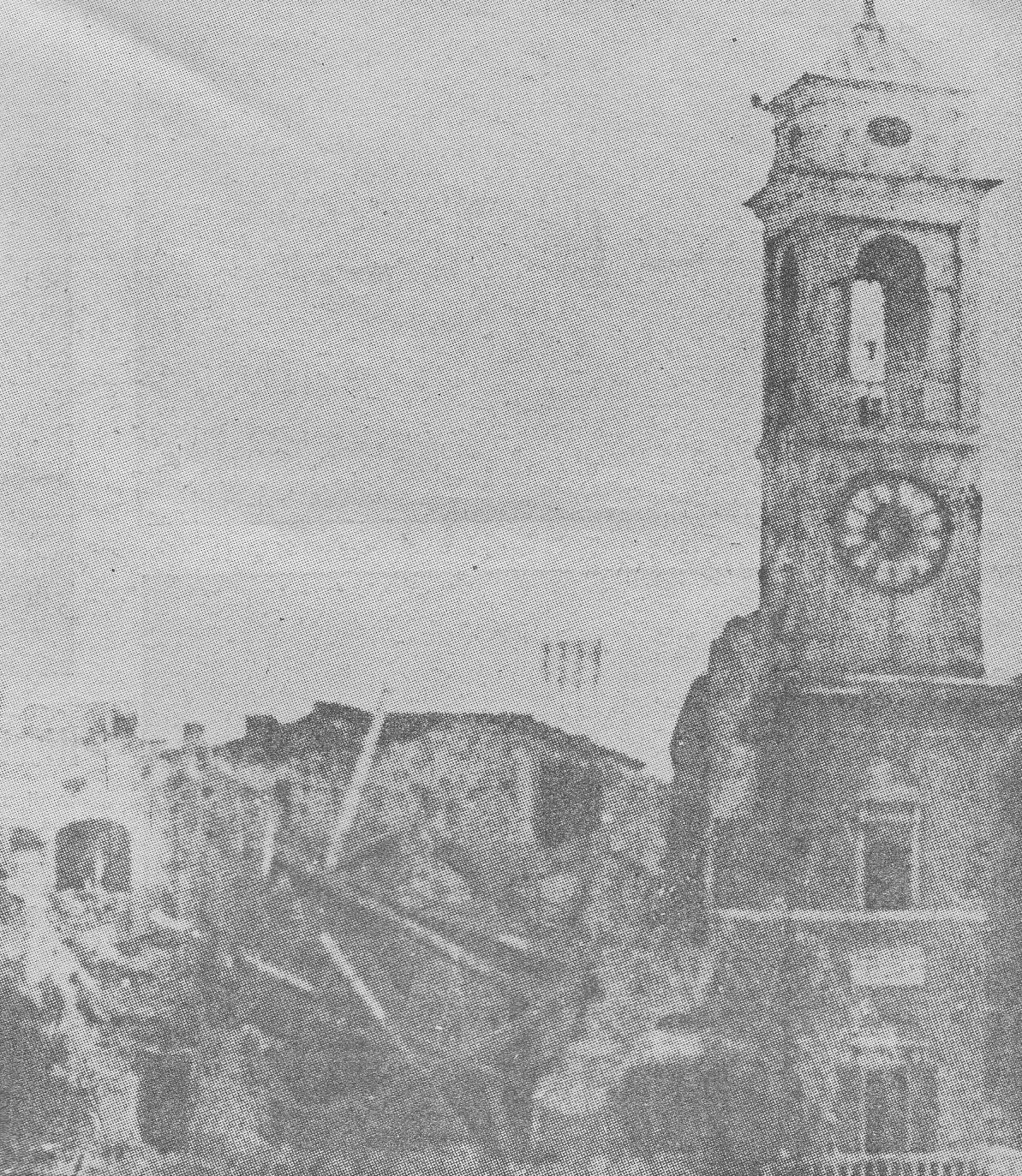
La torre dell'Orologio e il Palazzo Pretorio di Pisa dopo i bombardamenti del 1943-44.

Tuttavia l'intera struttura fu gravemente danneggiata durante i bombardamenti della seconda guerra mondiale: la parte di ponente, assieme alla torre civica, fu sostanzialmente rasa al suolo.
La ricostruzione avviata nel dopoguerra apportò alcune importanti modifiche all'assetto del prospetto principale, che fu ricostruito con l'ausilio del calcestruzzo armato: il portico fu esteso su tutta la facciata, mentre la torre dell'orologio fu innalzata con sensibili differenze rispetto al disegno originario.